# Juan Pablo Durán
Juan Pablo Durán, né le 26 août 1964 à Cordoue, est un homme politique espagnol membre du Parti socialiste ouvrier espagnol.
Il préside le Parlement d'Andalousie entre avril 2015 et décembre 2018.

## Biographie

### Carrière politique
Juan Pablo Durán commence sa carrière politique dans les années 2000 en occupant diverses responsabilités au sein du parti socialiste de la province de Cordoue : il est secrétaire à l'Administration de 2000 à 2004, à l'Organisation de 2004 à 2008 et secrétaire général de 2008 à 2017.
Il concourt lors des élections municipales de 2011 comme tête de liste à Cordoue mais échoue et ne remporte que quatre sièges. Il démissionne en mars 2014 lorsqu'il est désigné sénateur par le Parlement d'Andalousie.
Lors des élections régionales du 22 mars 2015, il est élu député pour la circonscription de Cordoue et démissionne de son mandat de sénateur. Il est proposé à la présidence du Parlement et élu au second tour de scrutin grâce aux seules voix du PSOE le 16 avril 2015.